# Peeta Mellark
Peeta Mellark és un personatge de la trilogia d'Els jocs de la fam de l'escriptora Suzanne Collins. Peeta i la seva família viuen al Districte 12, el de la mineria de carbó, el districte més pobre i menys poblat al fictici país de Panem. El paper de Peeta Mellark és interpretat per l'actor Josh Hutcherson en la pel·lícula que es va estrenar el març de 2012.

## Origen dels llibres
La trilogia s'inspira d'un costat en el mite de Teseu i el Minotaure, en el qual set nois i set noies d'Atenes són enviats cada nou anys, en contra de la seva voluntat, a ser devorats pel Minotaure, un cicle que no acaba fins que Teseu mata el Minotaure i d'un altre costat en la por que va experimentar quan el seu pare va lluitar a la guerra del Vietnam.
En les novel·les, Katniss és experta en alimentació, vida silvestre, caça i tècniques de supervivència. Katniss i la resta dels tributs tenen, en el temps previ a participar en els Jocs de la Fam, de competir per convèncer els patrocinadors, que donen diners per comprar subministraments vitals. S'inspira en els xous d'impacte i els jocs romans, on el públic té un paper en l'eliminació dels participants.

## Personatge
Peeta és el fill del flequer del Districte 12, pel que està millor alimentat. Té 16 anys en el primer llibre i disset en el segon i el tercer. És ros, d'ulls blaus, contrari a la gent de la Costura, on viu Katniss. No és molt alt però molt fort. És capaç d'aixecar objectes molt pesats. Ella ho descriu com un noi: «Fort i de mitjana alçada, amb brillants ulls blaus i cabells rossos cendra que li cau en ones sobre el front». Té dos germans dels quals es desconeix els noms. Els seus pares moren en el bombardeig al Districte durant el Vassallatge dels Vint. (En flames)
Quan Peeta és elegit per als jocs, Katniss es recorda que una vegada li va donar un pa. Peeta i Katniss no havien parlat abans dels Jocs, encara que Peeta sempre va intentar fer-ho però no havien tingut cap mena de relació. Durant una entrevista, Peeta confessa que és enamorat de Katniss, cosa que fa que ella s'enfadi i el colpeja. Després, el seu mentor li fa entendre que és millor que el públic crea això per guanyar audiència. Així que, a ella no li queda més remei que actuar el paper de noia enamorada i fer dels Jocs més entretinguts, succeint la història d'amor entre els tràgics amants del Districte 12.

## Personalitat
Peeta és gentil i amable, tot i que quan es veu amenaçat, és un gran lluitador. També és audaç, ja que confessa davant de tot el país el seu amor per Katniss. És bo creant estratègies, cosa que l'ajuda a sobreviure i a ajudar a la Katniss a fer-ho- en els Jocs, més enllà de no tenir cap mena de coneixements en armes. Peeta és autocrític i no té problemes en riure de si mateix, és simpàtic i sol caure bé a la gent. Faria el que fos per protegir la noia que estima, Katniss.
També és molt persuasiu, capaç d'influir en les multituds a la seva manera agradable i d'aconseguir que ells facin el que diu, molt millor amb les paraules i els discursos que Katniss. Fins i tot va ser la seva declaració d'amor la que va aconseguir que la població del Capitoli comencés a reconsiderar la moralitat dels Jocs de la Fam, una cosa considerable tenint en compte que aquelles persones gaudien veient morir adolescents a la sorra.
Peeta és un molt bon mentider, encara que només menteix per protegir la gent que li interessa. En Flames, Finnick Odair, reconeix que és una de les poques persones realment bones a la sorra, ja que fins i tot Katniss és capaç de matar a altres sense pensar-ho dues vegades.
Gràcies al seu agradable caràcter, fa relacions fàcilment i es preocupa per la resta, així com ho va fer amb la noia "depressiva" a "En Flames" quan aquesta va salvar la seva vida i Peeta es va lamentar per no conèixer ni tan sols el seu nom quan aquesta es "sacrificar" per ell, a més que es va demostrar tristesa en ell quan la noia va morir, tot i que Peeta no la coneixia.

### Habilitats
Peeta es destaca forn, pintant, camuflant i en l'oratòria. El seu talent artístic està desenvolupat, ja que una de les seves tasques en la seva llar era la decoració dels bells pastissos que venien al forn, també demostra el seu talent artístic en la segona pel·lícula "En Flames" al dibuixar perfectament a Rue, un tribut difunta dels Jocs passats i exaliada de Katniss, en la seva prova d'habilitats.        
La seva estructura física li dona avantatge en el combat cos a cos i la lluita lliure. En els Jocs, sol portar un ganivet, encara que no ho utilitza molt i no és tan bo amb les armes com Katniss, té habilitat per manipular, ja que en els primers Jocs Cato diu que sap utilitzar, a més que s'enfronta contra aquest i aconsegueix sortir amb vida. Al Vassallatge demostra aquestes habilitats, i se sap que va matar a Brutus, el tribut del Districte 2 quan aquest el va atacar al principi dels Jocs en l'aigua. '

## Als llibres

### Els jocs de la fam
Peeta surt seleccionat en la collita com el tribut masculí del Districte 12, al costat de Katniss Everdeen, la noia de la que porta enamorat des dels cinc anys. En l'entrevista prèvia als Jocs, ell confessa el seu amor que sent per Katniss guanyant-se l'afecte de la gent del Capitoli. Encara aconsegueix
aconseguir patrocinadors, aquests només l'ajuden quan està amb Katniss, a la sorra.       
Quan comença el Joc, s'uneix amb "els professionals", un grup de tributs que van ser entrenats tota la seva vida per als Jocs. Encara que al principi Katniss creu que és una traïció cap a ella i el seu Districte, després li dona a conèixer que des d'un principi sempre ho va fer per protegir-la.     
Després de defensar-la davant de Cato, un dels tributs, és seriosament ferit però aconsegueix escapar i mantenir-se amagat gràcies a la seva habilitat per camuflar-se, fins que després d'un avís de canvi de regles, en el qual s'especifica que si els dos últims tributs amb vida són del mateix Districte se'ls declarés vencedors a tots dos. Això fa que Katniss vagi en recerca de Peeta.     
Una vegada que Katniss el troba camuflat prop del riu, seriosament ferit, el porta a una cova per atendre la seva ferida i poder estar fora de perill de la resta de tributs, és llavors quan Katniss s'adona que si vol rebre l'ajuda dels patrocinadors, ha de representar el paper dels tràgics amants del Districte 12, el que els porta a donar-se el seu primer petó, encara que Katniss sap que això només és part del paper que representen, comença a sentir alguna cosa confús pel que fa a Peeta, quan aquest li confessa que encara que no es notés ell sempre havia estat pendent d'ella, de quan tornava a casa, com portava els cabells a classe, petits detalls que fan que la confusió de Katniss respecte als seus sentiments per Peeta creixi, a més de confessar que ha estat penedit sempre per haver-li llançat les barres de pa en comptes d'anar a donar personalment, al que Katniss li diu que això no va ser l'important, sinó que l'aliment quan va estar a un pas de la mort Després d'aconseguir la medicina que necessitava Peeta en un " banquet "a la Cornucòpia on els tributs restants trobarien regals que necessitaven, la medicina de Peeta entre ells, amb l'únic propòsit de precipitar una matança, Katniss torna al costat de Peeta i ho cura. Decideixen anar a la Cornucòpia per enfrontar-se els dos junts als tributs que queden, és llavors quan els organitzadors del Joc envien uns llops alterats genèticament per així poder posar fi als Jocs, Katniss i Peeta sobreviuen eliminant a Cato l'últim tribut i escapant dels ferotges llops mutants a la part alta de la Cornucòpia, és quan ja es veuen vencedors quan senten que els organitzadors han revocat la regla que permetia dos guanyadors així que Peeta li diu que el mat que un dels dos ha de tornar a casa, i com ell l'estima vol que sigui ella, els Jocs necessiten un vencedor.         
En adonar-se d'això Katniss li diu a Peeta que es mengi les baies verinoses juntament amb ella, després d'una estona pensant Peeta accedeix a ingerir el poderós verí, si no guanyen tots dos, tots dos moriran. Abans d'arribar a empassar les baies, els dos són interromputs i declarats vencedors dels setantè quarts Jocs de la Fam.
El primer llibre acaba amb Peeta decebut en adonar-se que l'amor que Katniss li havia demostrat en la sorra no era més que part del paper que havien d'interpretar com els tràgics amants del Districte 12, encara que ell no sap dels dubtes de Katniss, que ella desconeix fins a quin punt allò només era una farsa per aconseguir els favors dels patrocinadors o si en realitat aquell petó va significar alguna cosa més. Però tampoc pot aturar-se a plantejar aquests dubtes perquè li diuen que al Capitoli seva escena amb les baies ha caigut molt malament i que segurament voldran venjar-se amb els seus éssers estimats.

### En flames
Quan comença el llibre, Katniss i Peeta, els vencedors dels setantè quarts Jocs de la Fam, han d'iniciar el Tour de la Victòria, estratègicament situat entre cada joc. Tots dos han de visitar cada districte, presentant-se com els guanyadors i sent idolatrats davant les càmeres i el Capitoli, per gent que en el fons, els detesta.         
Peeta i Katniss penes tenen contacte des del final dels Jocs, ja que, Peeta està dolgut pel succeït després dels jocs quan Katniss li diu que el que ha passat a la sorra només era una farsa part del paper que havien d'interpretar. És quan Katniss creu que podia tornar encara que sigui durant poc temps a la vida que portava abans dels
Jocs, sortint a caçar amb el seu millor amic Gale i recorrent la Ferradura per vendre o canviar les seves preses, però res d'això tornarà i s'adona quan rep en la seva nova casa de vencedora la visita del president Snow el qual li adverteix que en els districtes s'estan produint aixecaments per culpa del desafiament al Capitoli que ella i Peeta, sobretot ella, havien comès amb l'incident de les baies. Li diu que molta gent no ho veu com un acte d'amor sinó com un rebel·lia així que al Tour de la Victòria haurà de convèncer-los a tots que aquesta perdudament enamorada de Peeta i que allò només va ser un rampell de bogeria d'una jove enamorada davant la visió de perdre al seu amor, sota l'amenaça d'acabar amb tot el que ella vol.         
Enmig del Tour de la Victòria, de camí al Districte 11, Peeta aconsegueix estar un moment a soles amb Katniss per demanar-li perdó pel seu comportament els últims mesos per s'enfadés pel que pas a la sorra, això fa que Katniss vulgui explicar-li el succeït amb el President però es reprimeix, quan arriben al Districte 11, enmig dels discursos protocol·laris dels vencedors, Katniss i Peeta, es produeix un aixecament que obliga a interrompre precipitadament l'acte, Katniss i Peeta són conduïts de nou a la Casa de Justícia del Districte 11 i des d'allà senten com els Agents de Pau disparen contra la població per reprimir la protesta, és llavors quan Katniss decideix explicar-li a Peeta el que ha passat amb el president Snow a casa seva, Peeta en escoltar les noves notícies entra en fúria i li recrimina a Katniss que l'hagi mantingut al marge de tot perquè el també té éssers estimats que poden estar en perill si no aconsegueixen convèncer el President Snow del seu amor, encara que Peeta no ha d'actuar molt perquè ell està veritablement enamorat de Katniss.                                                                                                     
Al final del Tour de la Victòria, Peeta li demana matrimoni a Katniss i ella accepta com a part de la farsa per convèncer el President Snow del seu amor i compromís, encara que això no és suficient per al president, així que quan anuncia el Vassallatge dels 25, uns jocs "especials" que se celebren cada 25 anys, i anuncia que els participants dels Jocs s'escolliran d'entre la collita de vencedors de cada Districte, Katniss i Peeta es donen compte que han de tornar als Jocs de la Fam 1 vegada més. Encara que en aquesta ocasió l'únic objectiu de Katniss serà mantenir a Peeta amb vida encara que sigui a costa de la seva pròpia, no cal dir que l'objectiu de Peeta és que Katniss també sobrevisqui.             
Després de donar el recorregut al costat dels altres tributs, un d'ells crida Johanna es puja amb ells a un ascensor, i li pregunta "Què se sent que ara tothom vulgui anar a dormir amb tu?" i Katniss pensant que es dirigia a ella li va contestar "No crec que tothom vulgui anar a dormir amb mi", al que Johanna contesto "No estava parlant amb tu" i va mirar sensualment a Peeta per després despullar davant de Haymitch, Katniss i Peeta, guanyant-se la molesta mirada de Katniss
En l'entrevista prèvia als Setanta Quintos Jocs de la Fam, Peeta revela que Katniss està embarassada, encara que en realitat no és cert, sinó que ho fa per acabar de trencar els cors de la gent del Capitoli, en saber que no només destrueixen un futur matrimoni, sinó també una família.              
A la sorra, Peeta i Katniss fan aliances amb altres tributs com Finnick Odair, Johanna Mason, Beetee, Wiress i Mags amb ells aconsegueixen sobreviure a la perillosa sorra on se celebren els Jocs enguany, plena de trampes mortals i molts perills, descobreixen que a la platja és el lloc més segur on estar i allà es queden, una nit on Katniss i Peeta es queden sols fent guàrdia Peeta li parla amb franquesa a Katniss sobre les veritables intencions dels dos respecte a mantenir l'altre amb vida malgrat la seva pròpia i la intenta convèncer que les seves situacions són molt diferents, Peeta li diu: "Si el teu mors i jo visc, mai tornaré a ser feliç la meva vida no tindrà sentit, seré un desgraciat la resta de la meva vida, però si tu vius i jo moro, no dic que sigui fàcil però hi ha persones en la teva vida que la farien digna de ser viscuda, al Districte 12 t'espera la teva mare i Prim, també aquesta Gale, ells faran que la vida valgui la pena ". Això fa que Katniss es sorprengui al comprendre que Peeta li està lliurant tot, la seva vida la possibilitat de formar una família amb Gale i tornar a veure la seva mare i germana altra vegada, i ella contesta: "Sí, hi ha algú que et necessita, jo "i abans que Peeta pogués contestar-ella li fa un petó, amb el qual sent aquestes coses que no havia sentit des d'aquell altre petó a la cova. Els interromp un raig que desperta a Finnick el qual relleva Katniss en la guàrdia i es queda amb Peeta, l'endemà al matí Beetee els explica un pla per acabar amb la resta de tributs, el que no saben és que el pla en veritat és per acabar amb el camp de força que envolta la sorra i així poder escapar, al final aconsegueixen fer-ho i el camp de força desapareix i permet l'entrada d'un aerolliscador que rescata Beetee, Katniss i Finnick, però abans d'arribar a Peeta i Johana ells són segrestats pel Capitoli i decideixen fugir d'allà abans que sigui tard. El llibre acaba quan Haymitch li diu a Katniss que aquesta fora de perill i que es dirigeixen al Districte 13 per organitzar la guerra contra el Capitoli i que no van poder fer res per evitar que segrestin Peeta, en sentir això últim Katniss esclata en ira i dolor, ataca Haymitch perquè se sent traïda, ja que el li havia promès salvar Peeta a tot preu, la seden i Gale li diu que ja no existeix Districte 12.